# Legion von Antibes

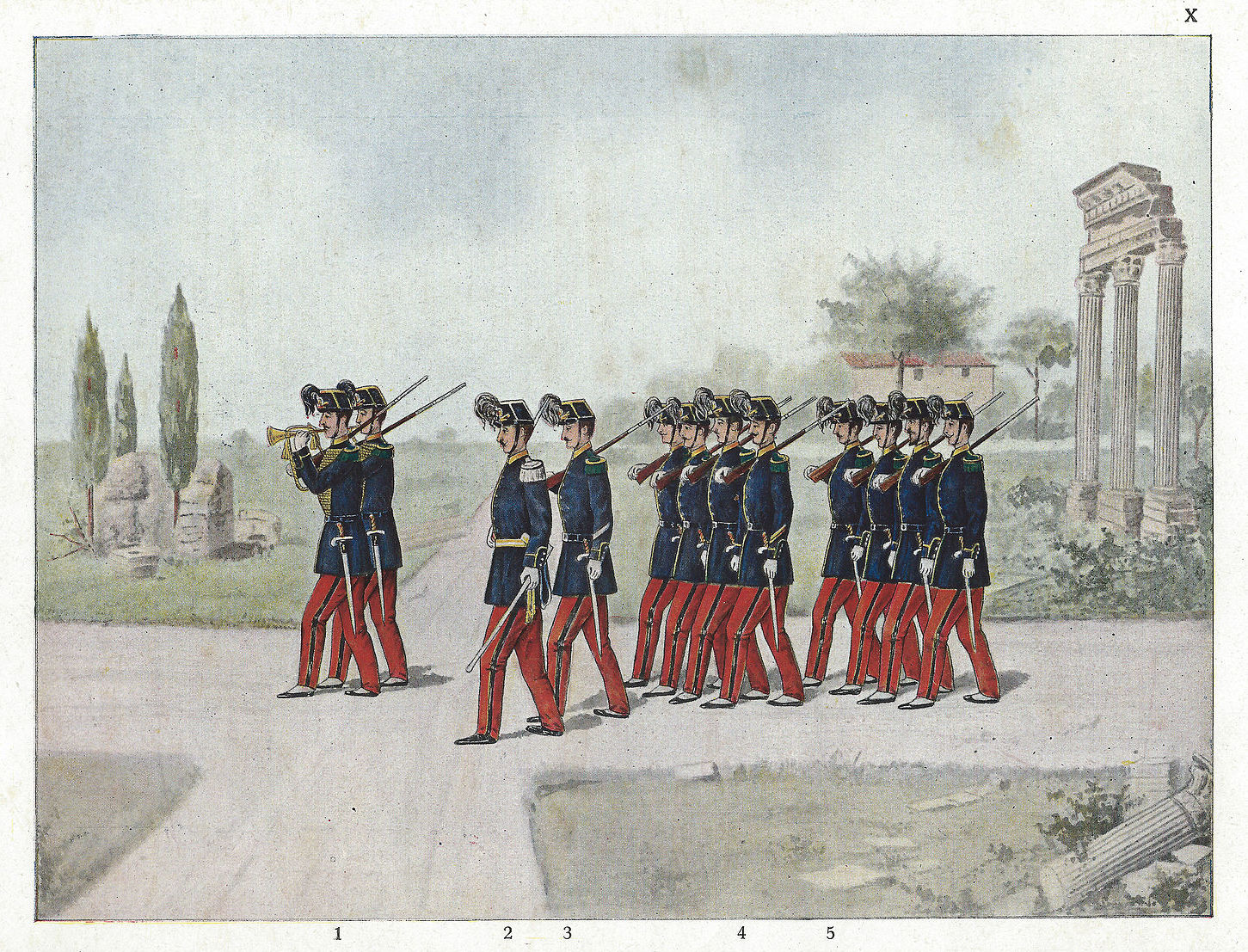
Soldaten der Legion von Antibes, kolorierter Stich

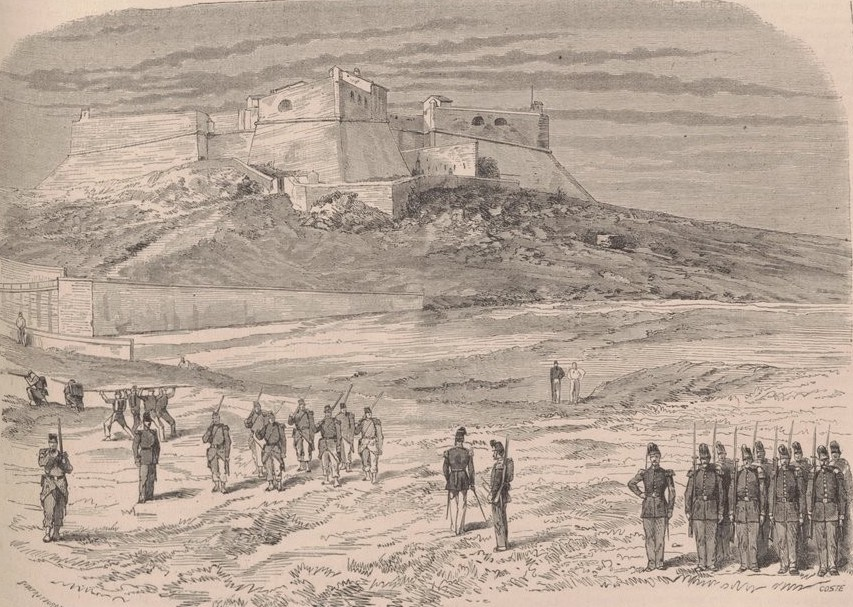
Übung der Legion von Antibes, Illustration in der Zeitschrift Le Monde illustré, 1866

Die Legion von Antibes, auch Römische Legion, französisch Légion d’Antibes bzw. Légion Romaine, italienisch Legione di Antibo oder Legione Romana, war eine militärische Einheit der päpstlichen Armee im 19. Jahrhundert. Benannt war sie nach der französischen Stadt Antibes, wo die Truppe im Sommer 1866 aus internationalen, vorwiegend französischen Freiwilligen rekrutiert wurde. Sie diente dazu, den Kirchenstaat zu verteidigen und Truppen zu ersetzen, die Frankreich im Jahr 1866 gemäß Septemberkonvention dort abgezogen hatte. 

## Geschichte
Im Zuge des Risorgimento, der italienischen Einheits- und Unabhängigkeitsbewegung des 19. Jahrhunderts, entstand 1861 das Königreich Italien. Dessen König Viktor Emanuel II. und die führenden Politiker des Landes betrachteten aus historischen Gründen die Stadt Rom, die außerhalb des Königreichs im Kirchenstaat lag, als die anzustrebende Hauptstadt des noch zu vervollkommnenden italienischen Nationalstaats. Dem widerstrebten der Kirchenstaat und verschiedene europäische Mächte mit großen katholischen Bevölkerungsmehrheiten, vor allem Frankreich, Österreich und Spanien, die sich als Schutzmächte des römischen Papsttums begriffen. In der Auseinandersetzung mit der Römischen Frage – so wurde das internationale Politikum in Kurzform genannt – tat sich vor allem Frankreich hervor, das in den 1860er Jahren von Kaiser Napoleon III. regiert wurde und das zur Sicherheit des Kirchenstaats seit der Revolution 1848/1849 und dem Versuch der Gründung einer Römischen Republik dort Truppen stationiert hatte.
Mit dem Königreich Italien fand Napoleon III. im September 1864 einen Kompromiss, der unter der Bezeichnung Septemberkonvention in die Geschichte einging. Im Wesentlichen verpflichtete sich Italien darin, den Kirchenstaat nicht anzutasten und Angriffe auf ihn zu verhindern. Außerdem versprach Italien, dass es hinnehmen wolle, wenn der Papst zur Sicherung der Integrität des Kirchenstaats eine eigene Armee aufbaut. Frankreich sagte im Gegenzug vertraglich zu, innerhalb von zwei Jahren seine im Kirchenstaat stationierten Truppen abzuziehen.
Vor dem Hintergrund des absehbaren französischen Truppenabzugs war Kardinalstaatssekretär Giacomo Antonelli im Auftrag von Papst Pius IX. sodann rege damit beschäftigt, neben der Schweizergarde und den Zuaven eine weitere Einheit zu formieren, die er mit Unterstützung des französischen Kriegsministers Jacques-Louis Randon und französischer Bischöfe in Frankreich rekrutieren wollte. Als Sammelpunkt dieses Rekrutierungsprojekts wurde die Mittelmeerstadt Antibes bestimmt. Von dort aus sollten die Rekruten mithilfe der französischen Marine in den Kirchenstaat gebracht werden. Bewaffnet und ausgerüstet wurden die Legionäre aus französischen Beständen. Die Kosten dafür sollte die päpstliche Regierung ersetzen. Daher erhielten die Soldaten das Chassepotgewehr und trugen Uniform der französischen Infanterie (rote Hosen, blaue Jacken) mit dem Kopfschmuck und den Insignien der Jäger. Die Knöpfe der Uniform zeigten allerdings die päpstliche Tiara und die Schlüssel des Heiligen Petrus.

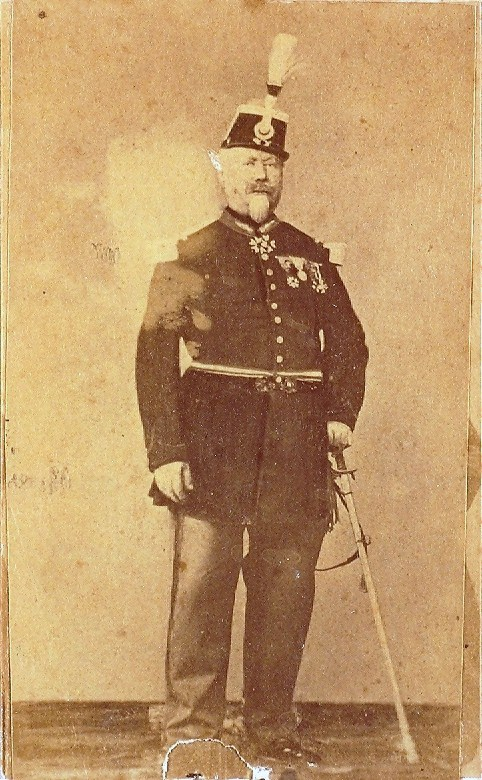
Charles d’Argy

Trotz vieler Schwierigkeiten gelang es den Agenten des Kirchenstaats im Sommer 1866, ein Korps aus etwa zehn Kompanien in einem Gesamtumfang von schätzungsweise 1200 Infanteristen zusammenzustellen. Dabei handelte es sich zumeist um katholische Männer aus Belgien, dem Elsass und aus der Region Paris, darunter auch ehemalige Offiziere der französischen Armee, denen Frankreich für ihren zukünftig vierjährigen Dienst im Kirchenstaat die Beibehaltung gewisser Rechte zusicherte, die sie im französischen Militärdienst erworben hatten. Außerdem erklärte sich Frankreich bereit, ihre Dienstzeit für den Papst als doppelte Dienstzeit anzurechnen. Zu den Mannschaften der Legion von Antibes gehörten auch katholische und protestantische Deutsche aus der aufgelösten Armee Maximilians I. von Mexiko und aus der Welfenlegion. Auf Bitten des Kriegsministers Randon übernahm der als Leiter der Militärsportschule Joinville profilierte französische Oberst Charles d’Argy das Kommando der Legion. Mannschaften und Offiziere schifften sich am 19. September 1866 nach Civitavecchia ein.
Weil Frankreich seine Truppen bis Ende 1866 aus dem Kirchenstaat abgezogen hatte, bildete die Legion von Antibes eine willkommene Verstärkung der päpstlichen Streitmacht. Seit dem Oktober 1865 stand sie unter dem Oberbefehl des päpstlichen Proministers der Waffen, Hermann Kanzler. Dort wurde die Legion von Antibes am 8. September 1866 inkorporiert. Untergebracht wurde sie in Kasernen in Rom und Viterbo.
Nachdem bald 300 Mann desertiert waren, schickte der französische Kriegsminister Adolphe Niel einen General zur Untersuchung der Angelegenheit. In einer öffentlichen Ansprache auf einem römischen Platz erklärte er den Legionären, dass sie trotz Dienstes beim Papst nie aufhören würden, französische Soldaten zu sein. Ferner wurde ein Brief des französischen Kriegsministers an Oberst d’Argy bekannt, in dem davon die Rede war, dass die Legion ein integraler Bestandteil der französischen Armee sei. Dies rief in italienischen Zeitungen einen Sturm des Unwillens und den Vorwurf hervor, Frankreich verletze dadurch die Septemberkonvention. Über die Vorfälle beschwerte sich der italienische Ministerpräsident Urbano Rattazzi in einer Note an die französische Regierung.

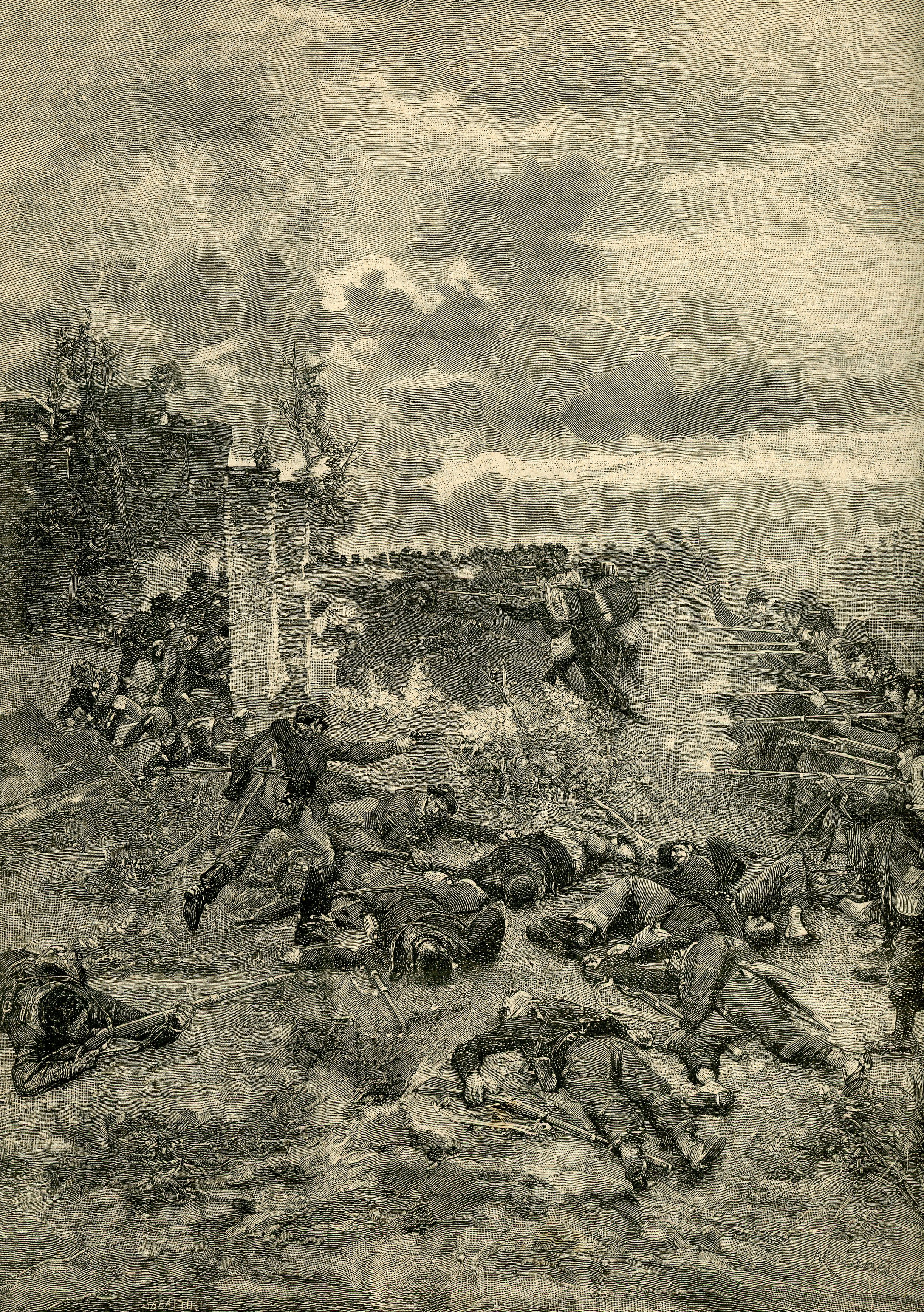
Schlacht von Mentana, Illustration aus dem Jahr 1895

Am 3. November 1867 war die Legion von Antibes in der Schlacht von Mentana erfolgreich daran beteiligt, ein in den Kirchenstaat eingedrungenes Freischärler-Heer unter der Führung von Giuseppe Garibaldi zu besiegen. In Garibaldis Angriff auf den Kirchenstaat, den Italien nicht nur nicht verhindert, sondern ermutigt hatte, sah Frankreich eine Verletzung des Septemberabkommens. Kurz vor der drohenden Einnahme Rom und der Entscheidungsschlacht von Mentana hatte Napoleon III. darauf durch erneute Entsendung französischer Truppen reagiert.
Nachdem Napoleon III. im Deutsch-Französischen Krieg diese Truppen am 1. September 1870 an die Heimatfront zurückbeordert hatte und nachdem der Kaiser nach der Schlacht von Sedan gefangen genommen worden war, fühlte sich Italien nicht länger an die Septemberkonvention gebunden. Am 11. September 1870 ließ Viktor Emanuel II. in den Kirchenstaat einmarschieren. Da angesichts der militärischen Kräfteverhältnisse für die päpstlichen Streitkräfte ein Kampf aussichtslos war, fiel Rom am 20. September fast kampflos. Kurz darauf annektierte Italien den Kirchenstaat und machte Rom zu seiner Hauptstadt.
Die Soldaten der Legion von Antibes waren nun in Frankreich gefragt. Die dortige Regierung unter Louis Jules Trochu ließ ihren sofortigen Einsatz am französischen Kriegsschauplatz organisieren. Am 26. September 1870 ging die Legion in Toulon an Land. Als 47. Marschregiment wurde sie dort in die französische Armee integriert und gegen die deutschen Staaten in den Krieg geschickt. Das Regiment nahm zunächst an dem Versuch der Entsetzung von Belfort unter General Charles Denis Bourbaki teil. Diese Operation gelang jedoch nicht. Das Regiment zeichnete sich sodann in dem Gefecht bei Villersexel aus. Während der Zeit der Pariser Kommune entsandte Kriegsminister Adolphe Le Flô das Regiment nach Marseille, um die Aufständischen dieser Stadt zu bekämpfen, denen sich ein italienisches Freiwilligenkorps von Garibaldi angeschlossen hatte. Anschließend wurde die Einheit aufgelöst.